# Perithemis domitia
Espèce
Statut de conservation UICN

 LC  : Préoccupation mineure
Perithemis domitia est une espèce monotypique de libellules de la famille des Libellulidae (sous-ordre des Anisoptères, ordre des Odonates). Comme tous les odonates, cette périthème est carnivore et se nourrit de divers insectes.

## Répartition
C'est une libellule de petite taille qui est présente dans le Sud des États-Unis, en Amérique centrale, à Cuba, en Haïti, en Jamaïque et en Amérique du Sud, jusqu'en Colombie et au Vénézuela.

## Caractéristiques
L'adulte mesure 22 à 25 mm. Chez le mâle mature, les ailes sont de couleur ambrée avec une venation orange. Le ptérostigma est rouge. Le thorax est jaunâtre avec des bandes thoraciques brunes. L'abdomen est orange avec des motifs noirs et bruns. Chez la femelle mature, les ailes antérieures et postérieures sont partiellement ambrées et tachetées. Le motif peut être très variable d'un spécimen à l'autre. La nervation et le pterostigma sont plus foncés que chez le mâle tandis que la coloration du thorax et de l'abdomen est semblable à celui-ci.

### Espèce similaire
- Perithemis intensa

## Habitat
Perithemis domitia fréquente les ruisseaux et les marécages forestiers. Elle peut se reproduire dans des petites mares isolées ou dans des canaux très étroits.